# Lucio Dalla
Lucio Dalla (Bolonha, 4 de março de 1943 — Montreux, 1 de março de 2012) foi um cantor e compositor italiano. 
Era também tecladista e clarinetista, sendo um dos mais célebres cantautores italianos, considerando que sua carreira ultrapassou 50 anos de atividade artística. 
Na busca constante de novos estímulos e horizontes, mergulhou em vários gêneros musicais, colaborando e duelando com muitos artistas de renome nacional e internacional. Inicialmente autor apenas da música, ele também se descobriu em uma fase madura como letrista e autor de suas letras. Ao longo de sua carreira, que chega a cinquenta anos de atividade, sempre tocou piano, saxofone e clarinete ., instrumentos, estes dois últimos, praticados por ele desde muito jovem.

## Carreira
Começou em Roma como clarinetista e pianista num grupo de jazz, os Flippers com Fabrizio Zampa e Massimo Catalano, gravando com Edoardo Vianello I Watussi (1963). O cantor Gino Paoli o incentivou a começar uma carreira solo, assim ele assina contrato pela RCA, seu primeiro álbum, 1999, com canções como Tutto il male del mondo, não apareceria até 1967. Em seguida, seguiu-se o álbum Terra di Gaibola (Il fiume e la città, Orfeo bianco, Non sono matto e Africa) e encerra a sua primeira etapa com Storie di casa mia.
Ele inicia uma nova linha musical junto com o poeta bolonhês Roberto Roversi, uma colaboração que duraria quatro anos e três álbuns, com sucessos de vendas como Automobili. Após o período com Roversi, Dalla passou a trabalhar sozinho, como compositor, letrista, arranjador e músico principal em todas as suas obras, ainda que bem acompanhado por um grupo de músicos bolonheses, como os guitarristas Jimmy Villotti e Ricky Portera. As músicas Anna e Marco, Futura” e Caruso (que Luciano Pavarotti popularizou anos depois ) são dessa época.
O letrista de Dalla destacou seu estilo sem pretensões de erudição ou formalismo, e sempre próximo da linguagem cotidiana. Assim, em canções como Nun parlà, Stella di mare ou a já mencionada Futura. Sua influência em cantores e compositores da geração posterior, como Luca Carboni , Samuele Bersani, Gianluca Grignani e Biagio Antonacci , também foi notada . Além de suas colaborações com Francesco De Gregori, e as inevitáveis ressonâncias nas gravações de Vasco Rossi, Zucchero e Luciano Ligabue. Em 2004 participou do álbum coletivo Neruda en el corazón, que comemorou o centenário de Pablo Neruda.

## Brasil
No Brasil teve duas canções incluídas em trilhas sonoras de telenovelas. Caruso fez parte da trilha da novela De Corpo e Alma (telenovela), como tema do personagem Diogo, interpretado por Tarcísio Meira em 1992. Em 1993 foi a vez de Felicità ser incluída na trilha sonora da novela Sonho Meu, como tema da personagem Paula, interpretada por Beatriz Segall. A mesma canção foi usada pela FIAT também em 1993 na ocasião do lançamento do Fiat Tipo no Brasil, já que a música estava em evidência na trilha sonora da novela.

## Vida Pessoal
Dalla sempre se proclamou esquerdista, participando ao longo do tempo de várias manifestações políticas e partidos de unidade; além disso, em várias entrevistas, manifestou uma crença religiosa de origem católica e declarou-se profundamente religioso e praticante.
Houve muitas considerações sobre sua homossexualidade, nunca realmente confirmadas pelo próprio artista. Uma das poucas declarações relativas a esse tema é a que foi emitida, em 1979, ao jornalista Pietro Savarino, contida na revista de libertação homossexual Lambda.
Após sua morte, foi divulgada a notícia de um relacionamento homossexual que durou até sua morte, causando algumas críticas por não se assumir; mais tarde algumas pessoas próximas a Dalla, incluindo o cantor Ron , alegaram o mal-entendido dessa relação.

## Morte

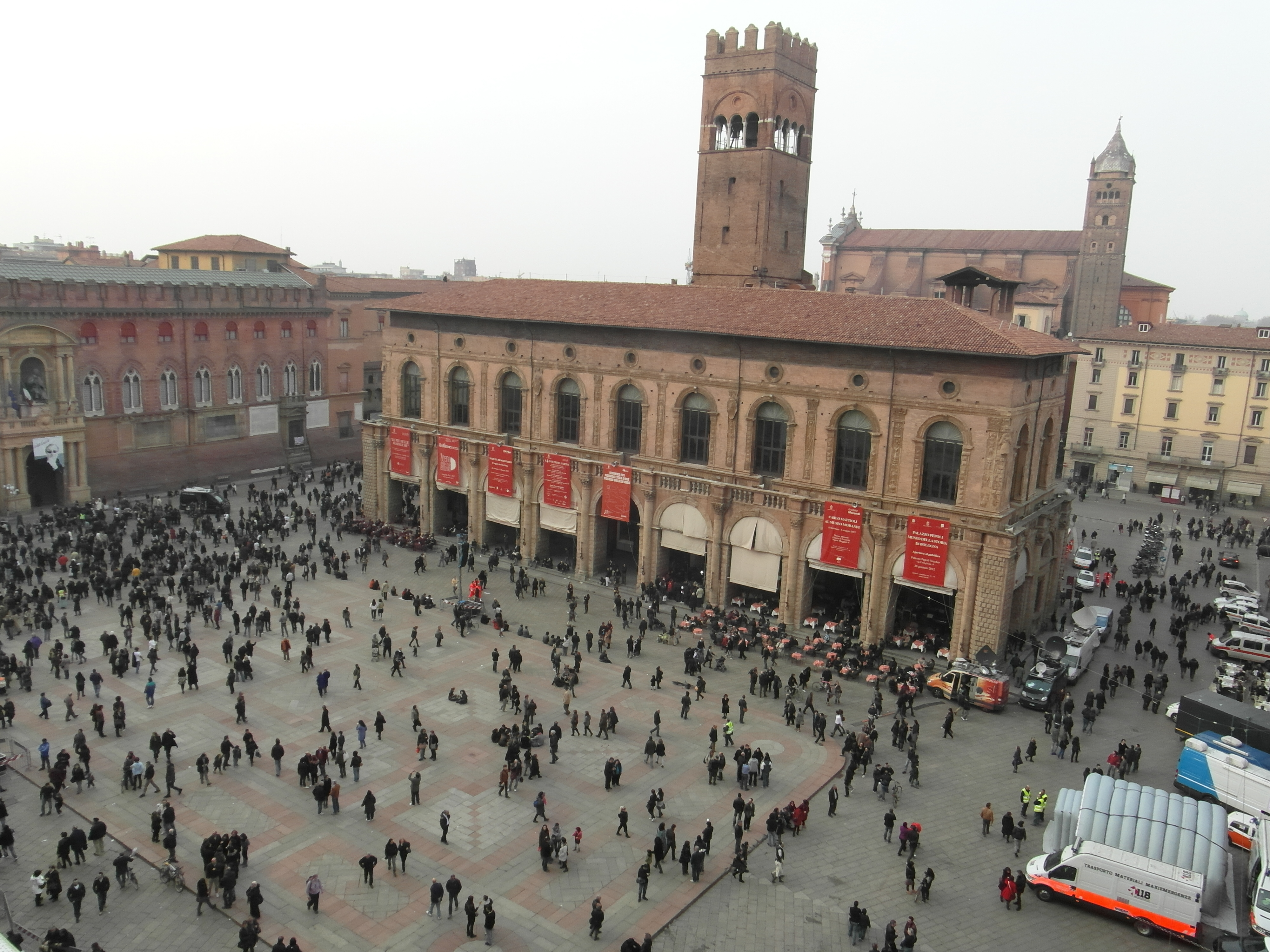
Um primeiro grupo de pessoas se reúnem na Praça Maggiore no dia do funeral de Lucio Dalla

Lucio Dalla morreu subitamente em 1º de março de 2012, três dias antes de completar 69 anos. Foi acometido deum ataque cardíaco no Hotel Plaza, em Montreux, cidade suíça que abriga um dos festivais de música mais importantes do mundo, o Montreux Jazz Festival, onde acabara de se apresentar na noite anterior. 

## Discografia

### Álbuns de estúdio
- 1966 - 1999
- 1970 - Terra di Gaibola
- 1971 - Storie di casa mia
- 1973 - Il giorno aveva cinque teste
- 1975 - Anidride solforosa
- 1976 - Automobili
- 1977 - Come è profondo il mare
- 1979 - Lucio Dalla
- 1980 - Dalla
- 1981 - Q Disc
- 1983 - 1983
- 1984 - Viaggi organizzati
- 1985 - Lucio Dalla Marco Di Marco
- 1986 - Bugie
- 1988 - Dalla/Morandi / In Europa
- 1990 - Cambio
- 1993 - Henna
- 1996 - Canzoni
- 1999 - Ciao
- 2001 - Luna Matana
- 2003 - Lucio
- 2007 - Il contrario di me
- 2009 - Angoli nel cielo

### Álbuns ao vivo
- 1975 - Bologna 2 settembre 1974 (dal vivo)
- 1979 - Banana Republic
- 1986 - DallAmeriCaruso
- 1992 - Amen
- 2001 - I concerti live @ RTSI
- 2004 - Impressioni di jazz
- 2008 - LucioDallaLive - La neve con la luna
- 2010 - Work in Progress

## Filmografia
Dalla apareceu como ator em dezessete filmes e foi diretor musical de dezessete outros. Esta é uma lista de DVDs de concertos de música.
- Ao vivo @ RTSI - 20 de dezembro de 1978 (2001)
- Retrospettiva (2003)
- In concerto (2004)
- República das Bananas (2006)
- Tu Non Basti Mai (2009)